# Manuel Pérez Fenoll
Manuel Pérez Fenoll (Benidorm, 1957) es un político español del Partido Popular de la Comunidad Valenciana,alcalde de Benidorm, diputado en las Cortes Valencianas y en la diputación Provincial de Alicante.

## Biografía
Es licenciado en Medicina y Cirugía, especialidad en estomatología profesión que ejerce desde 1982, también tiene un máster en implantología. Ha sido miembro de los Consejos Interterritoriales y de Administración de la Caja de Ahorros del Mediterráneo.
Entró en la política en 1990 como miembro del PP y fue presidente de la agrupación local en 1992. También forma parte de la ejecutiva provincial de Alicante y de la directiva del Valencia.Diputado de las Cortes Valencianas desde 1995 hasta 2011, ha formado parte de diversas comisiones como Industria, Comercio y Turismo, portavoz de la Comisión de estudios de nuevas formas de gestión de RTVV, vicepresidente de la comisión de Derechos humanos y Comisión de Política lingüística entre otros. Después de las elecciones a las Cortes Valencianas de 2015 volvió a ser diputado.
En Benidorm, primero fue primer teniente de alcalde donde ejerció como concejal de Hacienda y portavoz del grupo, llegó a alcalde en marzo de 2006. En septiembre de 2009 su enfrentamiento con el concejal, también del PP,  José Bañuls  considerado tránsfuga, propició que éste se uniera a 12 concejales, que abandonaron previamente el PSPV, con el fin de propiciar una mayoría diferente en el ayuntamiento de Benidorm a través de la presentación de una moción de censura.El 22 de septiembre se realizó el pleno del ayuntamiento en el que Agustín Navarro fue elegido alcalde.
Tras dejarla política se desempeña de dentista en su propia clínica.